# Konoe Uchisaki
Konoe Uchisaki (近衛 内前 1728 – 1785?) fue un kuge (cortesano) que actuó de regente durante la era Edo. Fue hijo del regente Konoe Iehisa.
Ocupó la posición de kanpaku del Emperador Momozono entre 1757 y 1762, sesshō de la Emperatriz Go-Sakuramachi y del Emperador Go-Momozono entre 1762 y 1772, y nuevamente kanpaku del Emperador Go-Momozono entre 1772 y 1778.
Contrajo matrimonio con una hija de Tokugawa Muneharu, séptimo líder del Owari han, y con una hija adoptada de Tokugawa Munetaka, quinto líder del Mito han. Con su primera esposa tuvo como hijo a Konoe Tsunehiro, adoptó una hija que fue posteriormente consorte de Date Shigemura, séptimo del Sendai han.